# جیمز دانکن (ورزشکار)
جیمز دانکن (انگلیسی: James Duncan؛ ۲۵ سپتامبر ۱۸۸۷ – January 21, 1955 (aged 67)) ورزشکار دو و میدانی اهل ایالات متحده آمریکا بود.
وی در مسابقات کشوری و بین‌المللی در مجموع برندهٔ ۱ مدال برنز شده‌است.